# Csehszlovákia az 1992. évi téli olimpiai játékokon
Csehszlovákia a franciaországi Albertville-ben megrendezett 1992. évi téli olimpiai játékok egyik részt vevő nemzete volt. Az országot az olimpián 10 sportágban 74 sportoló képviselte, akik összesen 3 érmet szereztek.

## Érmesek
| Érem  | Versenyző | Sportág     | Versenyszám  |
| ----- | --- | ----------- | ------------ |
| Bronz | Nemzeti válogatott Patrik Augusta Petr Bříza Jaromír Dragan Leo Gudas Miloslav Hořava Petr Hrbek Otakar Janecký Tomáš Jelínek Drahomír Kadlec Kamil Kašťák Robert Lang Igor Liba Ladislav Lubina František Procházka Petr Rosol Bedřich Ščerban Jiří Šlégr Richard Šmehlík Róbert Švehla Oldřich Svoboda Radek Ťoupal Peter Veselovský Richard Žemlička | Jégkorong   | Férfi        |
| Bronz | Petr Barna | Műkorcsolya | Férfi egyéni |
| Bronz | Tomáš Goder František Jež Jaroslav Sakala Jiří Parma | Síugrás     | Csapat       |

## Alpesisí
Férfi
| Versenyző    | Versenyszám            | 1. futam | 1. futam | 2. futam      | 2. futam      | Összesítés | Összesítés |
| Versenyző    | Versenyszám            | Idő      | Hely.    | Idő           | Hely.         | Idő        | Helyezés   |
| ------------ | ---------------------- | -------- | -------- | ------------- | ------------- | ---------- | ---------- |
| Marián Bíreš | Lesiklás               |          |          |               |               | 1:56,21    | 34.        |
| Marián Bíreš | Műlesiklás             | 56,01    | 31.      | nem ért célba | nem ért célba | kiesett    | kiesett    |
| Marián Bíreš | Óriás-műlesiklás       | 1:10,98  | 43.      | 1:07,13       | 31.           | 2:18,11    | 34.        |
| Marián Bíreš | Szuperóriás-műlesiklás |          |          |               |               | 1:17,47    | 37.        |
| Peter Jurko  | Műlesiklás             | 55,95    | 30.      | 56,85         | 30.           | 1:52,80    | 25.        |
| Peter Jurko  | Óriás-műlesiklás       | 1:10,65  | 39.      | 1:08,50       | 38.           | 2:19,15    | 37.        |
| Peter Jurko  | Szuperóriás-műlesiklás |          |          |               |               | 1:17,68    | 39.        |

| Versenyző    | Versenyszám | Lesiklás | Lesiklás | Lesiklás | Műlesiklás    | Műlesiklás    | Műlesiklás | Műlesiklás | Műlesiklás | Műlesiklás | Műlesiklás | Összesítés | Összesítés |
| Versenyző    | Versenyszám | Lesiklás | Lesiklás | Lesiklás | 1. futam      | 1. futam      | 2. futam   | 2. futam   | Össz.      | Össz.      | Össz.      | Összesítés | Összesítés |
| Versenyző    | Versenyszám | Idő      | Pont     | Hely.    | Idő           | Hely.         | Idő        | Hely.      | Idő        | Pont       | Hely.      | Pont       | Helyezés   |
| ------------ | ----------- | -------- | -------- | -------- | ------------- | ------------- | ---------- | ---------- | ---------- | ---------- | ---------- | ---------- | ---------- |
| Marián Bíreš | Összetett   | 1:49,61  | 47,30    | 37.      | nem ért célba | nem ért célba | kiesett    | kiesett    | kiesett    | kiesett    | kiesett    | kiesett    | kiesett    |
| Peter Jurko  | Összetett   | 1:58,27  | 135,57   | 52.      | nem ért célba | nem ért célba | kiesett    | kiesett    | kiesett    | kiesett    | kiesett    | kiesett    | kiesett    |

Női
| Versenyző          | Versenyszám            | 1. futam      | 1. futam      | 2. futam | 2. futam | Összesítés | Összesítés |
| Versenyző          | Versenyszám            | Idő           | Hely.         | Idő      | Hely.    | Idő        | Helyezés   |
| ------------------ | ---------------------- | ------------- | ------------- | -------- | -------- | ---------- | ---------- |
| Lucia Medžihradská | Lesiklás               |               |               |          |          | 1:54,78    | 16.        |
| Lucia Medžihradská | Műlesiklás             | 50,08         | 19.           | 46,37    | 17.      | 1:36,45    | 16.*       |
| Lucia Medžihradská | Óriás-műlesiklás       | 1:09,90       | 27.*          | 1:09,37  | 19.      | 2:19,27    | 20.        |
| Lucia Medžihradská | Szuperóriás-műlesiklás |               |               |          |          | 1:26,76    | 27.        |
| Ludmila Milanová   | Lesiklás               |               |               |          |          | 1:57,85    | 24.        |
| Ludmila Milanová   | Műlesiklás             | 51,95         | 30.           | 47,83    | 23.      | 1:39,78    | 24.        |
| Ludmila Milanová   | Óriás-műlesiklás       | nem ért célba | nem ért célba | kiesett  | kiesett  | kiesett    | kiesett    |
| Ludmila Milanová   | Szuperóriás-műlesiklás |               |               |          |          | 1:27,61    | 34.        |

| Versenyző          | Versenyszám | Lesiklás | Lesiklás | Lesiklás | Műlesiklás | Műlesiklás | Műlesiklás | Műlesiklás | Műlesiklás | Műlesiklás | Műlesiklás | Összesítés | Összesítés |
| Versenyző          | Versenyszám | Lesiklás | Lesiklás | Lesiklás | 1. futam   | 1. futam   | 2. futam   | 2. futam   | Össz.      | Össz.      | Össz.      | Összesítés | Összesítés |
| Versenyző          | Versenyszám | Idő      | Pont     | Hely.    | Idő        | Hely.      | Idő        | Hely.      | Idő        | Pont       | Hely.      | Pont       | Helyezés   |
| ------------------ | ----------- | -------- | -------- | -------- | ---------- | ---------- | ---------- | ---------- | ---------- | ---------- | ---------- | ---------- | ---------- |
| Lucia Medžihradská | Összetett   | 1:27,89  | 25,55    | 16.      | 35,52      | 9.*        | 36,43      | 11.        | 1:11,95    | 21,88      | 9.         | 47,43      | 8.         |
| Ludmila Milanová   | Összetett   | 1:28,68  | 35,40    | 22.      | 36,69      | 17.        | 37,57      | 14.        | 1:14,26    | 40,88      | 12.        | 76,28      | 15.        |

* - egy másik versenyzővel azonos eredményt ért el

## Biatlon
Férfi
| Versenyző                                       | Versenyszám      | Lövőhiba | Időeredmény | Helyezés |
| ----------------------------------------------- | ---------------- | -------- | ----------- | -------- |
| Jiří Holubec                                    | 10 km sprint     | 0        | 27:37,8     | 23.      |
| Jiří Holubec                                    | 20 km egyéni     | 0        | 59:56,2     | 15.      |
| Tomáš Kos                                       | 10 km sprint     | 1        | 27:37,4     | 22.      |
| Tomáš Kos                                       | 20 km egyéni     | 2        | 1:00:33,3   | 23.      |
| Ivan Masařík                                    | 10 km sprint     | 2        | 27:16,8     | 12.      |
| Ivan Masařík                                    | 20 km egyéni     | 7        | 1:05:24,9   | 66.      |
| Martin Rypl                                     | 10 km sprint     | 1        | 28:41,8     | 50.      |
| Martin Rypl                                     | 20 km egyéni     | 3        | 1:00:39,3   | 25.      |
| Martin Rypl Tomáš Kos Jiří Holubec Ivan Masařík | 4 × 7,5 km váltó | 1        | 1:27:15,7   | 7.       |

Női
| Versenyző                                      | Versenyszám      | Lövőhiba | Időeredmény | Helyezés |
| ---------------------------------------------- | ---------------- | -------- | ----------- | -------- |
| Helena Černohorská                             | 7,5 km sprint    | 3        | 30:13,8     | 62.      |
| Iveta Knížková                                 | 7,5 km sprint    | 8        | 28:13,0     | 41.      |
| Jana Kulhavá                                   | 15 km egyéni     | 6        | 59:09,8     | 43.      |
| Petra Nosková                                  | 15 km egyéni     | 7        | 1:02:57,6   | 60.      |
| Jiřína Adamičková                              | 7,5 km sprint    | 0        | 24:57,6     | 5.       |
| Jiřína Adamičková                              | 15 km egyéni     | 3        | 56:21,8     | 23.      |
| Gabriela Suvová                                | 7,5 km sprint    | 2        | 26:42,1     | 18.      |
| Gabriela Suvová                                | 15 km egyéni     | 7        | 1:02:22,4   | 56.      |
| Gabriela Suvová Jana Kulhavá Jiřína Adamičková | 3 × 7,5 km váltó | 3        | 1:23:12,7   | 8.       |

## Bob
| Versenyző                                          | Versenyszám | 1. futam | 1. futam | 2. futam | 2. futam | 3. futam | 3. futam | 4. futam | 4. futam | Összesítés | Összesítés |
| Versenyző                                          | Versenyszám | Idő      | Hely.    | Idő      | Hely.    | Idő      | Hely.    | Idő      | Hely.    | Idő        | Helyezés   |
| -------------------------------------------------- | ----------- | -------- | -------- | -------- | -------- | -------- | -------- | -------- | -------- | ---------- | ---------- |
| Jiří Dzmura Roman Hrabaň                           | Kettes      | 1:01,37  | 21.      | 1:02,33  | 28.      | 1:02,25  | 27.      | 1:02,36  | 25.*     | 4:08,31    | 25.        |
| Petr Ramseidl Zdeněk Kohout                        | Kettes      | 1:02,46  | 33.      | 1:02,48  | 30.      | 1:03,10  | 34.      | 1:02,80  | 31.      | 4:10,84    | 31.        |
| Jiří Dzmura Pavel Puškár Karel Dostál Roman Hrabaň | Négyes      | 59,30    | 22.      | 59,66    | 21.      | 59,92    | 21.      | 59,67    | 21.      | 3:58,55    | 21.        |

* - egy másik csapattal azonos eredményt ért el

## Északi összetett
| Versenyző                                 | Versenyszám | Síugrás | Síugrás | Síugrás    | Sífutás       | Sífutás       | Összesítés | Összesítés |
| Versenyző                                 | Versenyszám | Pont    | Hely.   | Időhátrány | Idő           | Hely.         | Idő        | Helyezés   |
| ----------------------------------------- | ----------- | ------- | ------- | ---------- | ------------- | ------------- | ---------- | ---------- |
| Martin Bayer                              | Egyéni      | 188,2   | 37.     | +4:28,7    | 50:42,5       | 40.           | 55:11,2    | 41.        |
| Josef Kovařík                             | Egyéni      | 193,3   | 30.*    | +3:54,7    | 44:47,1       | 11.           | 48:41,8    | 17.        |
| Milan Kučera                              | Egyéni      | 205,0   | 16.*    | +2:36,7    | nem ért célba | nem ért célba | kiesett    | kiesett    |
| František Máka                            | Egyéni      | 197,1   | 27.     | +3:29,4    | 44:33,4       | 10.           | 48:02,8    | 15.        |
| Josef Kovařík Milan Kučera František Máka | Csapat      | 546,7   | 8.      | +8:12      | 1:24:29,2     | 7.            | 1:32:41,2  | 6.         |

* - egy másik versenyzővel azonos eredményt ért el

## Gyorskorcsolya
Férfi
| Versenyző  | Versenyszám | Eredmény | Helyezés |
| ---------- | ----------- | -------- | -------- |
| Jiří Kyncl | 500 m       | 40,92    | 39.      |
| Jiří Kyncl | 5000 m      | 7:27,78  | 27.      |
| Jiří Kyncl | 10 000 m    | 15:03,97 | 25.      |
| Jiří Musil | 500 m       | 42,20    | 41.      |
| Jiří Musil | 5000 m      | 7:29,91  | 30.      |
| Jiří Musil | 10 000 m    | 15:14,18 | 28.      |

## Jégkorong
| Csehszlovák férfi jégkorongcsapat-játékoskeret                                                                             | Csehszlovák férfi jégkorongcsapat-játékoskeret                                                                                    | Csehszlovák férfi jégkorongcsapat-játékoskeret                                                                        |
| --- | --- | --- |
| - Patrik Augusta - Petr Bříza - Jaromír Dragan - Leo Gudas - Miloslav Hořava - Petr Hrbek - Otakar Janecký - Tomáš Jelínek | - Drahomír Kadlec - Kamil Kašťák - Robert Lang - Igor Liba - Ladislav Lubina - František Procházka - Petr Rosol - Bedřich Ščerban | - Jiří Šlégr - Richard Šmehlík - Róbert Švehla - Oldřich Svoboda - Radek Ťoupal - Peter Veselovský - Richard Žemlička |

### Eredmények
B csoport
| Csapat            | M | Gy | D | V | G+ | G– | Gk  | P |
| ----------------- | - | -- | - | - | -- | -- | --- | - |
| Kanada            | 5 | 4  | 0 | 1 | 28 | 9  | +19 | 8 |
| Egyesített Csapat | 5 | 4  | 0 | 1 | 32 | 10 | +22 | 8 |
| Csehszlovákia     | 5 | 4  | 0 | 1 | 25 | 15 | +10 | 8 |
| Franciaország     | 5 | 2  | 0 | 3 | 14 | 22 | –8  | 4 |
| Svájc             | 5 | 1  | 0 | 4 | 13 | 25 | –12 | 2 |
| Norvégia          | 5 | 0  | 0 | 5 | 7  | 38 | –31 | 0 |

| 1992. február 8. | Csehszlovákia (TCH) | 10 – 1 (4–0, 5–1, 1–0) | Norvégia | Méribel, Franciaország |

|  |  |  |  |  |
|  |  |  |  |  |
|  |  |  |  |  |
|  |  |  |  |  |

| 1992. február 10. | Franciaország (FRA) | 4 – 6 (2–0, 1–4, 1–2) | Csehszlovákia | Méribel, Franciaország |

|  |  |  |  |  |
|  |  |  |  |  |
|  |  |  |  |  |
|  |  |  |  |  |

| 1992. február 12. | Csehszlovákia (TCH) | 4 – 3 (2–1, 0–1, 2–1) | Egyesített Csapat | Méribel, Franciaország |

|  |  |  |  |  |
|  |  |  |  |  |
|  |  |  |  |  |
|  |  |  |  |  |

| 1992. február 14. | Kanada (CAN) | 5 – 1 (1–0, 2–1, 2–0) | Csehszlovákia | Méribel, Franciaország |

|  |  |  |  |  |
|  |  |  |  |  |
|  |  |  |  |  |
|  |  |  |  |  |

| 1992. február 16. | Csehszlovákia (TCH) | 4 – 2 (1–1, 1–1, 2–0) | Svájc | Méribel, Franciaország |

|  |  |  |  |  |
|  |  |  |  |  |
|  |  |  |  |  |
|  |  |  |  |  |

Negyeddöntő
| 1992. február 18. | Csehszlovákia (TCH) | 3 – 1 (1–1, 0–0, 2–0) | Svédország | Méribel, Franciaország |

|  |  |  |  |  |
|  |  |  |  |  |
|  |  |  |  |  |
|  |  |  |  |  |

Elődöntő
| 1992. február 21. | Kanada (CAN) | 4 – 2 (2–1, 0–1, 2–0) | Csehszlovákia | Méribel, Franciaország |

|  |  |  |  |  |
|  |  |  |  |  |
|  |  |  |  |  |
|  |  |  |  |  |

Bronzmérkőzés
| 1992. február 22. | Csehszlovákia (TCH) | 6 – 1 (2–0, 1–0, 3–1) | Egyesült Államok | Méribel, Franciaország |

|  |  |  |  |  |
|  |  |  |  |  |
|  |  |  |  |  |
|  |  |  |  |  |

| Csapat        | Helyezés |
| ------------- | -------- |
| Csehszlovákia |          |

## Műkorcsolya
| Versenyző                     | Versenyszám  | Rövid program     | Rövid program | Rövid program | Kűr               | Kűr   | Kűr         | Összesítés         | Összesítés |
| Versenyző                     | Versenyszám  | Több. hely. száma | Hely.         | Hely. pont.   | Több. hely. száma | Hely. | Hely. pont. | Helyezési pontszám | Helyezés   |
| ----------------------------- | ------------ | ----------------- | ------------- | ------------- | ----------------- | ----- | ----------- | ------------------ | ---------- |
| Petr Barna                    | Férfi egyéni | 8×2+              | 2.            | 1,0           | 8×3+              | 3.    | 3,0         | 4,0                |            |
| Lenka Kulovaná                | Női egyéni   | 5×9+              | 9.            | 4,5           | 5×12+             | 12.   | 12,0        | 16,5               | 11.        |
| Radka Kovaříková René Novotný | Páros        | 8×4+              | 4.            | 2,0           | 8×4+              | 4.    | 4,0         | 6,0                | 4.         |

| Versenyző                       | Versenyszám | Kötelező tánc 1   | Kötelező tánc 1 | Kötelező tánc 1 | Kötelező tánc 2   | Kötelező tánc 2 | Kötelező tánc 2 | Eredeti (original) tánc | Eredeti (original) tánc | Eredeti (original) tánc | Kűr               | Kűr   | Kűr         | Összesítés         | Összesítés |
| Versenyző                       | Versenyszám | Több. hely. száma | Hely.           | Hely. pont.     | Több. hely. száma | Hely.           | Hely. pont.     | Több. hely. száma       | Hely.                   | Hely. pont.             | Több. hely. száma | Hely. | Hely. pont. | Helyezési pontszám | Helyezés   |
| ------------------------------- | ----------- | ----------------- | --------------- | --------------- | ----------------- | --------------- | --------------- | ----------------------- | ----------------------- | ----------------------- | ----------------- | ----- | ----------- | ------------------ | ---------- |
| Kateřina Mrázová Martin Šimeček | Jégtánc     | 9×12+             | 12.             | 2,4             | 6×11+             | 11.             | 2,2             | 7×10+                   | 10.                     | 6,0                     | 8×10+             | 10.   | 10,0        | 20,6               | 10.        |

## Sífutás
Férfi
| Versenyző                                          | Versenyszám         | Eredmény  | Helyezés |
| -------------------------------------------------- | ------------------- | --------- | -------- |
| Pavel Benc                                         | 10 km               | 31:13,6   | 41.      |
| Pavel Benc                                         | 15 km üldözőverseny | 43:02,0   | 33.      |
| Pavel Benc                                         | 50 km               | 2:08:13,6 | 8.       |
| Lubomír Buchta                                     | 30 km               | 1:25:40,6 | 13.      |
| Václav Korunka                                     | 10 km               | 29:43,4   | 17.      |
| Václav Korunka                                     | 15 km üldözőverseny | 41:03,5   | 14.      |
| Václav Korunka                                     | 50 km               | 2:10:30,7 | 13.      |
| Radim Nyč                                          | 10 km               | 30:31,5   | 33.      |
| Radim Nyč                                          | 15 km üldözőverseny | 42:16,0   | 25.      |
| Radim Nyč                                          | 50 km               | 2:07:41,5 | 6.       |
| Martin Petrásek                                    | 10 km               | 32:27,4   | 66.      |
| Martin Petrásek                                    | 15 km üldözőverseny | 45:57,1   | 55.      |
| Martin Petrásek                                    | 30 km               | 1:28:30,8 | 24.      |
| Jiří Teplý                                         | 30 km               | 1:26:14,4 | 18.      |
| Jiří Teplý                                         | 50 km               | 2:12:00,2 | 21.      |
| Radim Nyč Lubomír Buchta Pavel Benc Václav Korunka | 4 × 10 km váltó     | 1:44:20,0 | 7.       |

Női
| Versenyző                                                                    | Versenyszám         | Eredmény  | Helyezés |
| ---------------------------------------------------------------------------- | ------------------- | --------- | -------- |
| Lubomíra Balážová                                                            | 5 km                | 14:54,6   | 11.      |
| Lubomíra Balážová                                                            | 10 km üldözőverseny | 29:11,0   | 26.      |
| Lubomíra Balážová                                                            | 15 km               | 45:22,6   | 13.      |
| Alžbeta Havrančíková                                                         | 5 km                | 15:44,6   | 34.*     |
| Alžbeta Havrančíková                                                         | 10 km üldözőverseny | 28:39,9   | 17.      |
| Alžbeta Havrančíková                                                         | 30 km               | 1:27:54,9 | 11.      |
| Anna Janoušková                                                              | 15 km               | 47:29,3   | 33.      |
| Anna Janoušková                                                              | 30 km               | 1:32:43,9 | 27.      |
| Kateřina Neumannová                                                          | 5 km                | 14:59,1   | 13.      |
| Kateřina Neumannová                                                          | 10 km üldözőverseny | 28:56,5   | 22.      |
| Kateřina Neumannová                                                          | 15 km               | 45:28,6   | 14.      |
| Zora Simčáková                                                               | 15 km               | 45:45,6   | 18.      |
| Zora Simčáková                                                               | 30 km               | 1:33:10,3 | 30.      |
| Iveta Zelingerová                                                            | 5 km                | 15:06,4   | 18.      |
| Iveta Zelingerová                                                            | 10 km üldözőverseny | 29:03,4   | 24.      |
| Iveta Zelingerová                                                            | 30 km               | 1:31:39,1 | 22.      |
| Lubomíra Balážová Kateřina Neumannová Alžbeta Havrančíková Iveta Zelingerová | 4 × 5 km váltó      | 1:01:37,4 | 6.       |

* - egy másik versenyzővel azonos eredményt ért el

## Síugrás
| Versenyző                                            | Versenyszám | 1. ugrás | 1. ugrás | 2. ugrás | 2. ugrás | Összesítés | Összesítés |
| Versenyző                                            | Versenyszám | Pont     | Hely.    | Pont     | Hely.    | Pont       | Helyezés   |
| ---------------------------------------------------- | ----------- | -------- | -------- | -------- | -------- | ---------- | ---------- |
| Tomáš Goder                                          | Normálsánc  | 83,9     | 52.      | 91,4     | 36.*     | 175,3      | 48.        |
| Tomáš Goder                                          | Nagysánc    | 90,6     | 14.      | 74,2     | 25.      | 164,8      | 20.        |
| František Jež                                        | Normálsánc  | 99,7     | 19.      | 93,0     | 33.      | 192,7      | 23.        |
| František Jež                                        | Nagysánc    | 91,5     | 12.      | 79,8     | 18.      | 171,3      | 13.        |
| Jiří Parma                                           | Normálsánc  | 109,2    | 5.       | 98,7     | 18.      | 207,9      | 10.        |
| Jiří Parma                                           | Nagysánc    | 101,1    | 5.       | 96,9     | 5.       | 198,0      | 5.         |
| Jaroslav Sakala                                      | Normálsánc  | 101,1    | 17.      | 99,7     | 16.      | 200,8      | 15.        |
| Jaroslav Sakala                                      | Nagysánc    | 85,7     | 21.      | 45,7     | 51.      | 131,4      | 41.        |
| Tomáš Goder František Jež Jaroslav Sakala Jiří Parma | Csapat      | 325,6    | 3.       | 294,5    | 3.       | 620,1      |            |

* - egy másik versenyzővel azonos eredményt ért el

## Szánkó
| Versenyző               | Versenyszám | 1. futam | 1. futam | 2. futam | 2. futam | 3. futam | 3. futam | 4. futam | 4. futam | Összesítés | Összesítés |
| Versenyző               | Versenyszám | Idő      | Hely.    | Idő      | Hely.    | Idő      | Hely.    | Idő      | Hely.    | Idő        | Helyezés   |
| ----------------------- | ----------- | -------- | -------- | -------- | -------- | -------- | -------- | -------- | -------- | ---------- | ---------- |
| Petr Urban              | Férfi egyes | 46,211   | 19.      | 46,285   | 20.      | 46,961   | 21.      | 46,812   | 19.      | 3:06,269   | 19.        |
| Jan Kohoutek            | Férfi egyes | 46,156   | 17.      | 46,261   | 19.      | 46,958   | 20.      | 47,067   | 22.      | 3:06,442   | 20.        |
| Petra Matechová         | Női egyes   | 47,298   | 13.      | 47,323   | 14.      | 47,749   | 21.      | 47,290   | 16.      | 3:09,660   | 17.        |
| Mária Jasenčáková       | Női egyes   | 47,673   | 21.      | 47,483   | 20.      | 47,694   | 20.      | 47,593   | 21.      | 3:10,443   | 20.        |
| Petr Urban Jan Kohoutek | Kettes      | 47,055   | 14.      | 47,219   | 14.      |          |          |          |          | 1:34,274   | 15.        |